# Бальдинген
Бальдинген (нем. Baldingen) — населённый пункт в Швейцарии, входит в состав коммуны Цурцах округа Цурцах в кантоне Аргау.
Население составляет 277 человек (на 31 декабря 2007 года). Официальный код — 4301.
До 2021 года был самостоятельной коммуной. С 1 января 2022 года объединён с 7 другими коммунами в коммуну Цурцах.

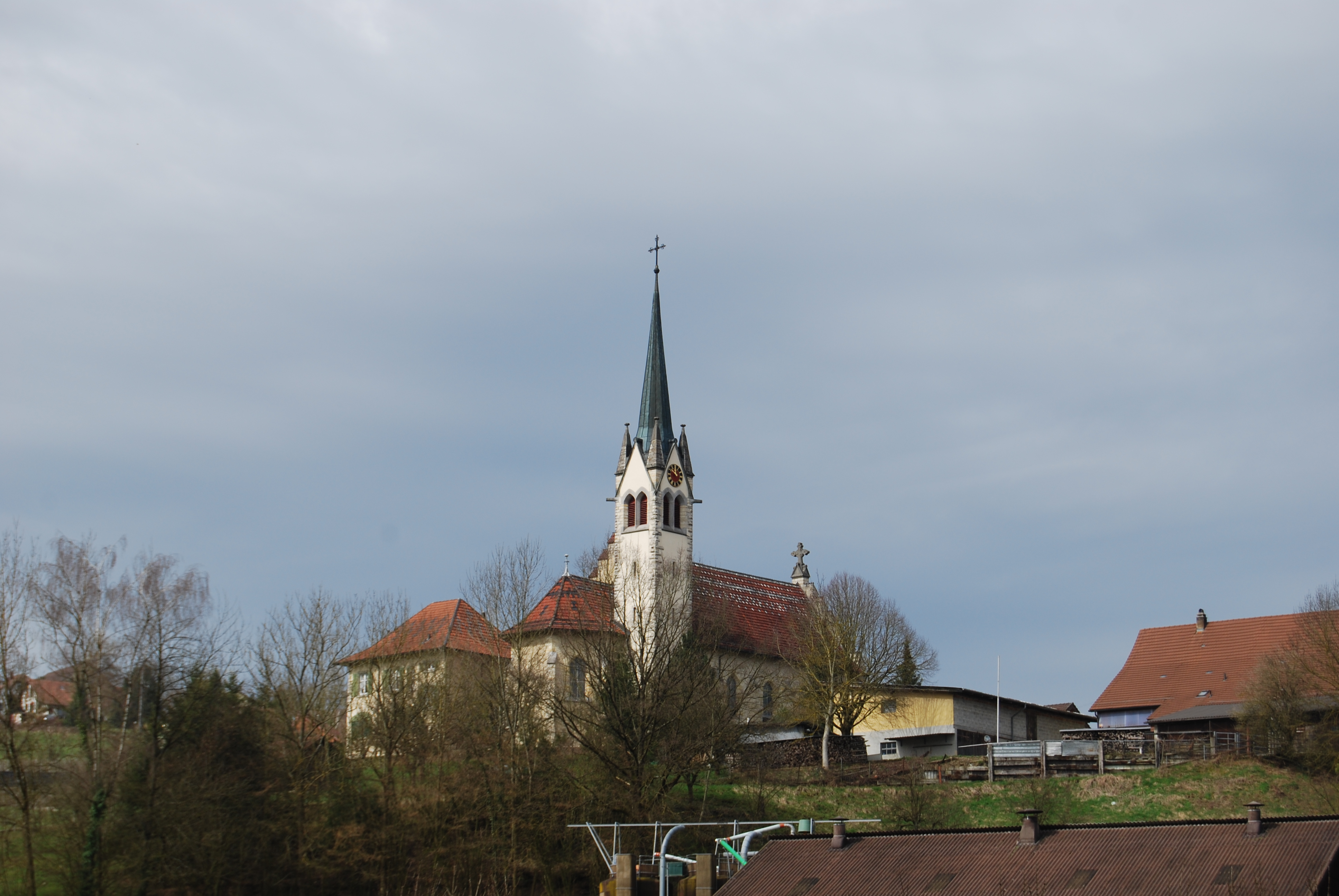
Бальдинген